# Chase County (Nebraska)
Das Chase County ist ein County im US-Bundesstaat Nebraska. Der Verwaltungssitz (County Seat) ist Imperial.

## Geographie
Das County liegt im Südwesten von Nebraska, grenzt im Westen an Colorado und ist im Süden etwa 40 km von Kansas entfernt. Das Chase County hat eine Fläche von 2325 Quadratkilometern, wovon 8 Quadratkilometer Wasserfläche sind. Es grenzt an folgende Countys:
|                            | Perkins County |                  |
| Phillips County (Colorado) |                | Hayes County     |
| Yuma County (Colorado)     | Dundy County   | Hitchcock County |

## Geschichte
Das Chase County wurde 1873 aus einem Teil des Hayes County gebildet. Benannt wurde es nach Champion S. Chase (1820–1898), von 1867 bis 1869 Generalstaatsanwalt von Nebraska.
Sieben Bauwerke und Stätten des Countys sind im National Register of Historic Places eingetragen (Stand 10. Februar 2018).

## Demografische Daten

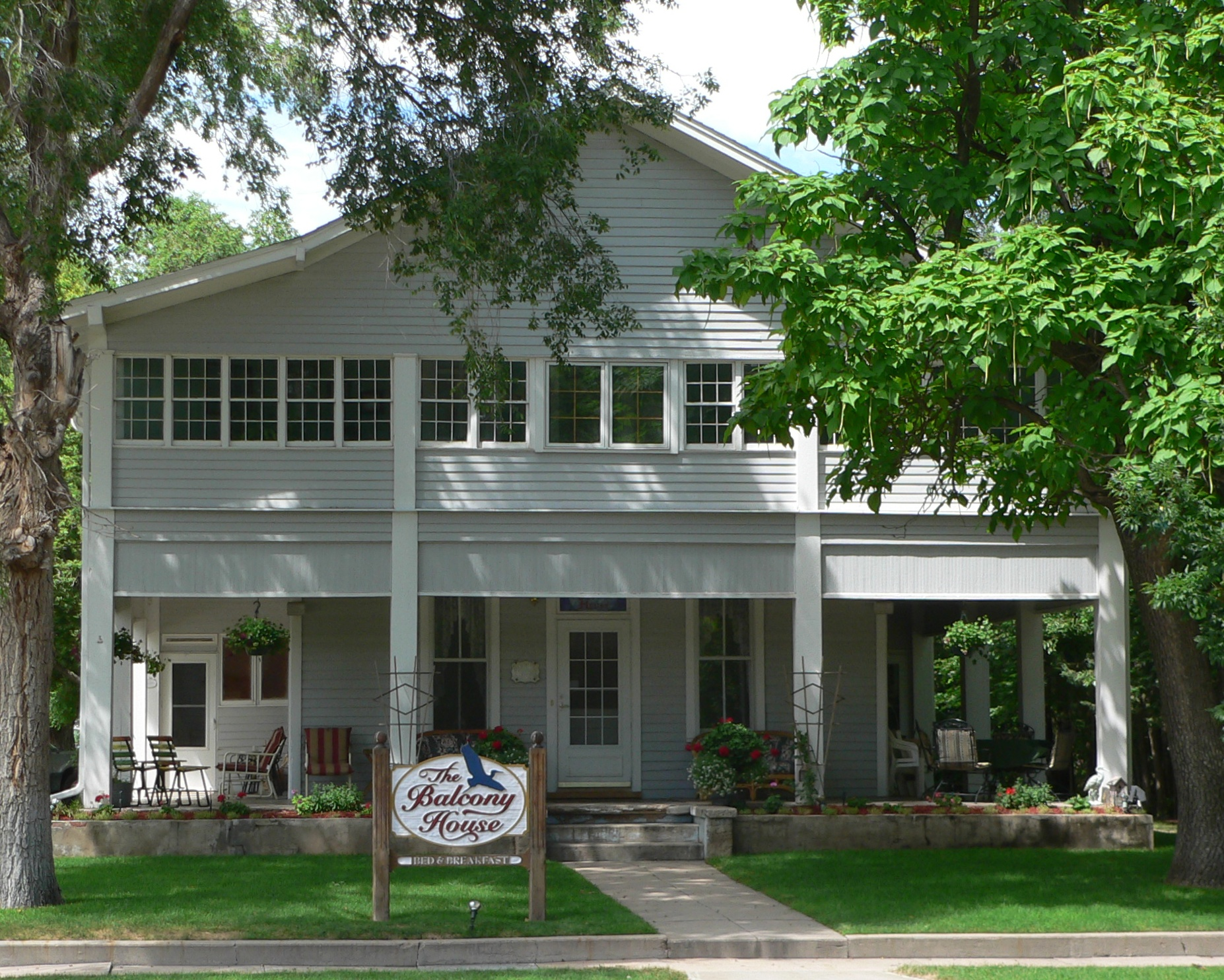
Balcony House, gelistet im NRHP

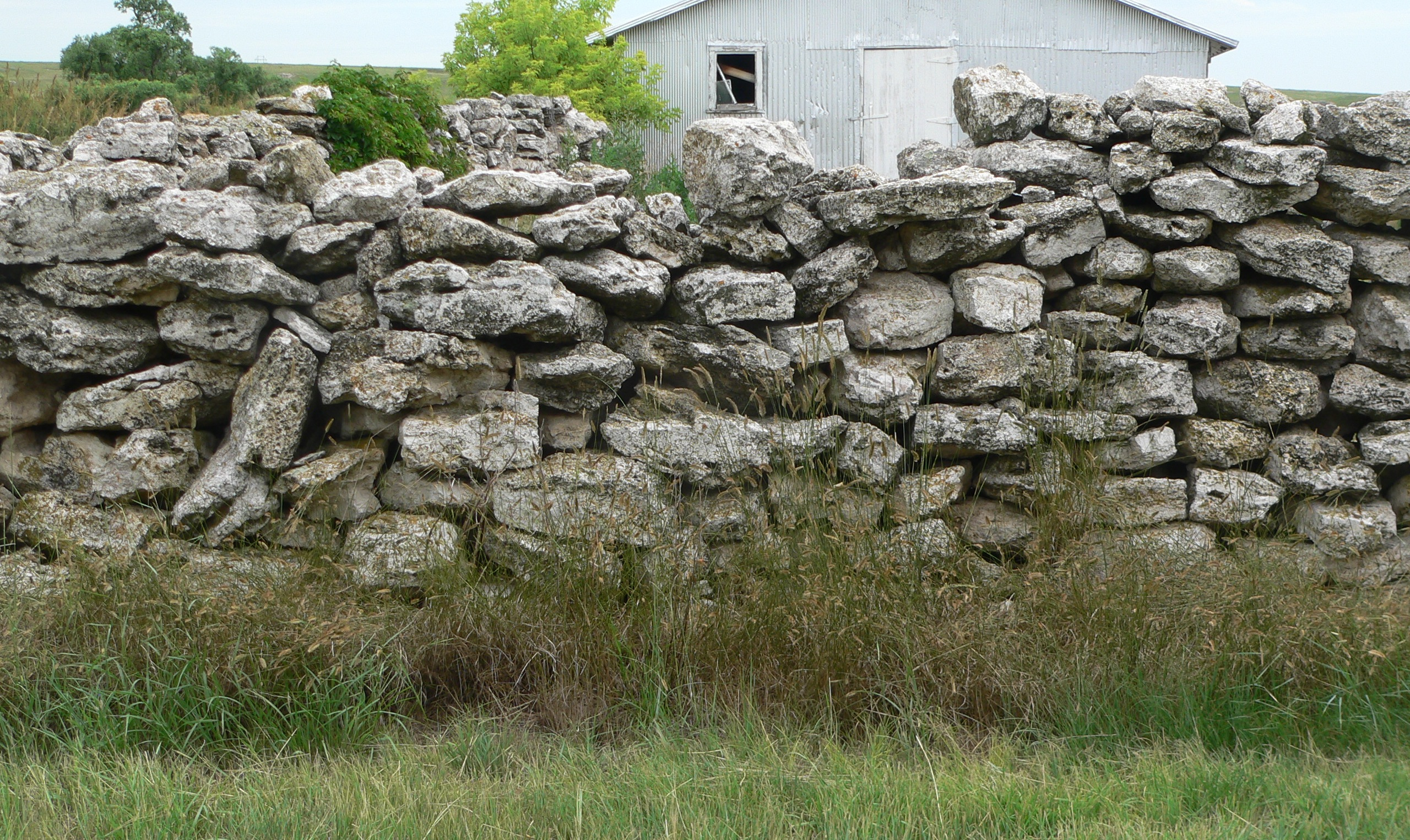
Texas Trail Stone Corral, gelistet im NRHP

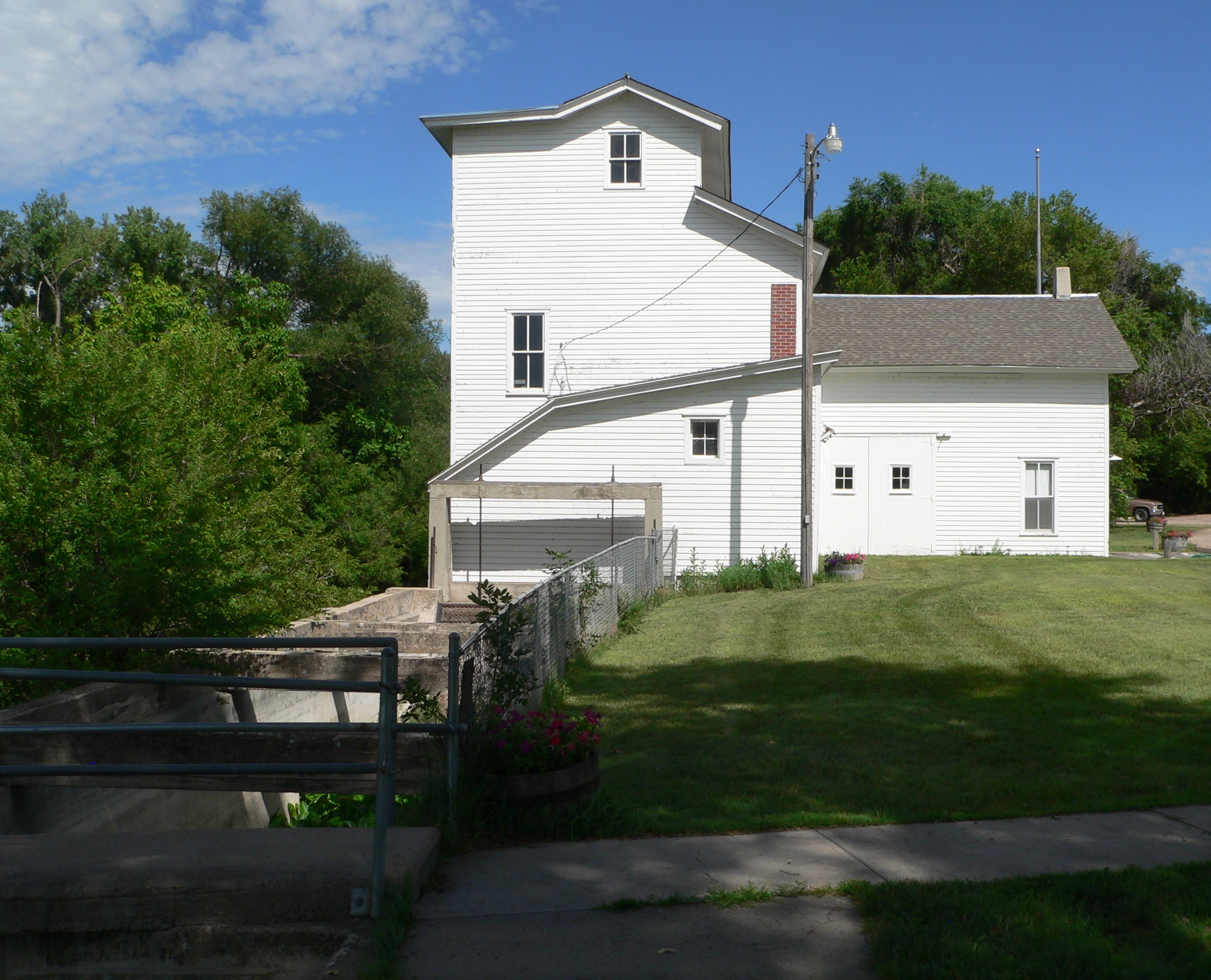
Champion Mill, gelistet im NRHP

Nach der Volkszählung im Jahr 2000 lebten im Chase County 4068 Menschen in 1662 Haushalten und 1163 Familien. Die Bevölkerungsdichte betrug 2 Einwohner pro Quadratkilometer. Ethnisch betrachtet setzte sich die Bevölkerung zusammen aus 97,81 Prozent Weißen, 0,17 Prozent Afroamerikanern, 0,10 Prozent amerikanischen Ureinwohnern, 0,17 Prozent Asiaten, 0,02 Prozent Bewohnern aus dem pazifischen Inselraum und 1,47 Prozent aus anderen ethnischen Gruppen; 0,25 Prozent stammten von zwei oder mehr Ethnien ab. 3,42 Prozent der Bevölkerung waren spanischer oder lateinamerikanischer Abstammung, die verschiedenen der genannten Gruppen angehörten.
Von den 1662 Haushalten hatten 30,6 Prozent Kinder und Jugendliche unter 18 Jahre, die bei ihnen lebten. 62,1 Prozent waren verheiratete, zusammenlebende Paare, 5,5 Prozent waren allein erziehende Mütter, 30,0 Prozent waren keine Familien, 27,3 Prozent waren Singlehaushalte und in 13,8 Prozent lebten Menschen im Alter von 65 Jahren oder darüber. Die Durchschnittshaushaltsgröße lag bei 2,39 und die durchschnittliche Familiengröße bei 2,91 Personen.
Auf das gesamte County bezogen setzte sich die Bevölkerung zusammen aus 25,2 Prozent Einwohnern unter 18 Jahren, 5,9 Prozent zwischen 18 und 24 Jahren, 23,9 Prozent zwischen 25 und 44 Jahren, 24,0 Prozent zwischen 45 und 64 Jahren und 21,1 Prozent waren 65 Jahre alt oder darüber. Das Durchschnittsalter betrug 42 Jahre. Auf 100 weibliche kamen statistisch 96,6 männliche Personen. Auf 100 Frauen im Alter von 18 Jahren oder darüber kamen statistisch 94,8 Männer.

Das jährliche Durchschnittseinkommen eines Haushalts betrug 32.351 USD, das Durchschnittseinkommen der Familien betrug 39.225 USD. Männer hatten ein Durchschnittseinkommen von 27.554 USD, Frauen 17.602 USD. Das Prokopfeinkommen betrug 17.490 USD. 7,9 Prozent der Familien und 9,6 Prozent der Bevölkerung lebten unterhalb der Armutsgrenze. Davon waren 10,5 Prozent Kinder oder Jugendliche unter 18 Jahre und 9,0 Prozent waren Menschen über 65 Jahre.

## Städte und Gemeinden
City
- Imperial

Villages
- Lamar
- Wauneta

Unincorporated Communitys
- Champion
- Enders